# Flavy-le-Martel
Flavy-le-Martel är en kommun i departementet Aisne i regionen Hauts-de-France i norra Frankrike. Kommunen ligger  i kantonen Saint-Simon som ligger i arrondissementet Saint-Quentin. År 2022 hade Flavy-le-Martel 1 698 invånare.

## Befolkningsutveckling
Antalet invånare i kommunen Flavy-le-Martel
Referens: INSEE